# Kill Me Kiss Me (album)
Pour le manhwa de Lee Young-yoo, voir Kill Me, Kiss Me.
Albums de Hangry & Angry
Sadistic Dance
Singles
Kill Me Kiss Me est le premier mini-album du groupe de rock japonais Hangry & Angry, sorti le 19 novembre 2008 sur le label zetima.

## Titres
1. Kill Me Kiss Me
2. Angelia
3. GIZA GIZA
4. Romantic ni Violence (ロマンティックにバイオレンス?)
5. WALL FLOWER